# Rietzneuendorf-Staakow
Rietzneuendorf-Staakow (baix sòrab: Nowa Wjas pśi rĕce-Stoki ) és un municipi alemany que pertany a l'estat de Brandenburg. Forma part de l'Amt Unterspreewald. Fou creat el 31 de desembre de la unió dels municipis de Rietzneuendorf-Friedrichshof (Nowa Wjas pśi rĕce-Frycowy Dwor) i Staakow (Stoki).

## Evolució demogràfica
| Any  | Població |
| ---- | -------- |
| 1875 | 1 107    |
| 1890 | 1 135    |
| 1910 | 886      |
| 1925 | 985      |
| 1933 | 908      |
| 1939 | 933      |
| 1946 | 1 261    |
| 1950 | 1 216    |
| 1964 | 932      |
| 1971 | 880      |

| Any  | Població |
| ---- | -------- |
| 1981 | 804      |
| 1985 | 786      |
| 1989 | 738      |
| 1990 | 726      |
| 1991 | 718      |
| 1992 | 733      |
| 1993 | 729      |
| 1994 | 713      |
| 1995 | 705      |
| 1996 | 700      |

| Any  | Població |
| ---- | -------- |
| 1997 | 715      |
| 1998 | 715      |
| 1999 | 727      |
| 2000 | 717      |
| 2001 | 708      |
| 2002 | 720      |
| 2003 | 712      |
| 2004 | 689      |
| 2005 | 680      |
| 2006 | 670      |

| Any  | Població |
| ---- | -------- |
| 2007 | 669      |
| 2008 | 666      |
| 2009 | 651      |
| 2010 | 641      |
| 2011 | 610      |
| 2012 | 605      |
| 2013 | 626      |